# Pseudopoda schwendingeri
Pseudopoda schwendingeri là một loài nhện trong họ Sparassidae.
Loài này thuộc chi Pseudopoda. Pseudopoda schwendingeri được Peter Jäger miêu tả năm 2001.